# Gloria victis (zbiór opowiadań)
Gloria victis – zbiór opowiadań autorstwa Elizy Orzeszkowej.
Zbiór ten został po raz pierwszy wydany w 1910 roku po rewolucji 1905 roku, która przyniosła znaczne złagodzenie cenzury na terenie zaboru rosyjskiego. Zbiór pierwotnie miał nosić tytuł: 1863. Tematyka wszystkich umieszczonych w nim opowiadań dotyczy czasów powstania styczniowego.

## Zawartość[2]
- Oni
- Oficer
- Hekuba
- Bóg wie kto
- Gloria victis

## Dodatkowe informacje
- Późniejsze wydania tego zbiorku zawierały dodatkowo opowiadania Dziwna historia, Śmierć domu i Panna Róża